# Florianna
Florianna, Floriana – imię żeńskie; żeński odpowiednik imienia Florian, które z kolei pochodzi od łac. florus – „kwitnący” i oznacza „należący do Florusa”. Florianna jest nadawana w Polsce od XV wieku, a po raz pierwszy zapisana była w formie Floryjana. Zanotowano także zdrobnienie Floszka, oraz drugie, Tworka, które mogło pochodzić od Florianny z substytucją polską (jak Florian → Tworzyjan), lub też od imion rodzimych zaczynających się na Tworzy-.
Florianna, Floriana imieniny obchodzi:
- 2 czerwca, jako wspomnienie św. Florianny lub Flory[4];
- 9 lipca, jako wspomnienie św. Florianny, wspominanej razem ze św. Faustyną[5].